# Membres de l'Ordre du Canada, par ordre alphabétique N
| Nom                            | Ville               | Province                | Grade     | Année | Occupation |
| Arnold Naimark                 | Winnipeg            | Manitoba                | Officier  | 1991  |            |
| Jacques Nantel                 | Montréal            | Québec                  | Membre    | 2021  | Professeur |
| Mitiarjuk Attasi Nappaaluk     | Kangiqsujuaq        | Québec                  | Membre    | 2003  |            |
| Saran A. Narang                | Ottawa              | Ontario                 | Officier  | 1985  |            |
| Jan F. Narveson                | Waterloo            | Ontario                 | Officier  | 2002  |            |
| E. Peter W. Nash               | Scarborough         | Ontario                 | Membre    | 1983  |            |
| Knowlton Nash                  | Toronto             | Ontario                 | Officier  | 1988  |            |
| Canon Noah Nasook              | Igloolik            | Nunavut                 | Membre    | 1973  |            |
| Jean-Jacques Nattiez           | Montréal            | Québec                  | Membre    | 1990  |            |
| Fernand Nault                  | Montréal            | Québec                  | Officier  | 1977  |            |
| C. David Naylor                | Toronto             | Ontario                 | Officier  | 2006  |            |
| E.R. Ward Neale                | Calgary             | Alberta                 | Officier  | 1990  |            |
| Hilda Neatby                   | Saskatoon           | Saskatchewan            | Compagnon | 1967  |            |
| Annie Ned                      | Whitehorse          | Yukon                   | Membre    | 1989  |            |
| Alfred W.H. Needler            | St. Andrews         | Nouveau-Brunswick       | Membre    | 1977  |            |
| William Needles                | Stratford           | Ontario                 | Membre    | 2000  |            |
| Louis Boyd Neel                | Toronto             | Ontario                 | Officier  | 1972  |            |
| Roger P. Neilson               | Kanata              | Ontario                 | Membre    | 2002  |            |
| Arthur Charles Neish           | Halifax             | Nouvelle-Écosse         | Officier  | 1972  |            |
| Margaret Jean Nelson           | Calgary             | Alberta                 | Membre    | 1982  |            |
| Nathaniel Theodore Nemetz      | Vancouver           | Colombie-Britannique    | Compagnon | 1989  |            |
| Beatrice E. Wickett Nesbitt    | Ottawa              | Ontario                 | Membre    | 1986  |            |
| Mary Nesbitt                   | Toronto             | Ontario                 | Officier  | 1969  |            |
| Robert Earle Ness              | Howick              | Québec                  | Membre    | 1997  |            |
| Thomas R. Melville Ness        | Saskatoon           | Saskatchewan            | Membre    | 1976  |            |
| Joan Netten                    | Montréal            | Québec                  | Membre    | 2001  |            |
| John Neville                   | Toronto             | Ontario                 | Membre    |       |            |
| J.E. Newall                    | Calgary             | Alberta                 | Officier  |       |            |
| Margaret Newall                | Calgary             | Alberta                 | Membre    | 2004  |            |
| Andrina B. Newbery             | Simcoe              | Ontario                 | Membre    | 1989  |            |
| J.W. Edward Newbery            | Simcoe              | Ontario                 | Membre    | 1989  |            |
| Peter J. Newbery               | New Hazelton        | Colombie-Britannique    | Membre    | 2002  |            |
| Eric P. Newell                 | Edmonton            | Alberta                 | Officier  | 1999  |            |
| Matt M. Newell                 | Calgary             | Alberta                 | Membre    | 1992  |            |
| William J. Newell              | Stoney Creek        | Ontario                 | Membre    | 1986  |            |
| Donald Newman                  | Ottawa              | Ontario                 | Membre    | 1999  |            |
| Murray A. Newman               | West Vancouver      | Colombie-Britannique    | Membre    | 1979  |            |
| Sydney Newman                  | Toronto             | Ontario                 | Officier  | 1981  |            |
| John H. Newmark                | Montréal            | Québec                  | Officier  | 1973  |            |
| Christopher Newton             | Niagara-on-the-Lake | Ontario                 | Membre    | 1995  |            |
| Frederick J. Ney               | Nanaimo             | Colombie-Britannique    | Officier  | 1968  |            |
| John Lang Nichol               | Vancouver           | Colombie-Britannique    | Compagnon | 1980  |            |
| Cynthia Maria Nicholas         | Scarborough         | Ontario                 | Membre    | 1979  |            |
| Ralph William Nicholls         | Thornhill           | Ontario                 | Officier  | 1997  |            |
| Robert V.V. Nicholls           | Montréal            | Québec                  | Membre    | 1983  |            |
| Clarence M. Nicholson          | Sydney Mines        | Nouvelle-Écosse         | Officier  | 1973  |            |
| L.H. Nicholson                 | Woodlawn            | Ontario                 | Officier  | 1967  |            |
| Malcolm Nicholson              | Surrey              | Colombie-Britannique    | Membre    | 1978  |            |
| Peter John MacKenzie Nicholson | Ottawa              | Ontario                 | Membre    | 2000  |            |
| Eric Nicol                     | Vancouver           | Colombie-Britannique    | Membre    | 2000  |            |
| Catherine A. Nicoll            | Calgary             | Alberta                 | Membre    | 1987  |            |
| Kenneth F. Nielsen             | Victoria            | Colombie-Britannique    | Membre    | 1994  |            |
| Phil Nimmons                   | Thornhill           | Ontario                 | Officier  | 1993  |            |
| Sybilla Nitsman                | Hopedale            | Terre-Neuve-et-Labrador | Membre    | 1987  |            |
| Howard R. Nixon                | Saskatoon           | Saskatchewan            | Officier  | 2000  |            |
| Patrick R. Nixon               | Calgary             | Alberta                 | Membre    | 2004  |            |
| Cynthia E.S. Noble             | Toronto             | Ontario                 | Membre    | 1990  |            |
| Robert Laing Noble             | Vancouver           | Colombie-Britannique    | Officier  | 1988  |            |
| Bruce Nodwell                  | Sorrento            | Colombie-Britannique    | Officier  | 1970  |            |
| Werner Nold                    | Montréal            | Québec                  | Membre    | 1984  |            |
| Christine F. Nornabell         | Peterborough        | Ontario                 | Membre    | 1974  |            |
| William Norrie                 | Winnipeg            | Manitoba                | Membre    | 1993  |            |
| A. Willy Norris                | Calgary             | Alberta                 | Membre    | 2005  |            |
| Lorna Ann Northcote            | Etobicoke           | Ontario                 | Membre    | 1987  |            |
| Ron Northcott                  | Calgary             | Alberta                 | Membre    | 1976  |            |
| Bruce Lionel Northorp          | Burnaby             | Colombie-Britannique    | Membre    | 1979  |            |
| Wilfred L. Notley              | Ottawa              | Ontario                 | Membre    | 1973  |            |
| Kokom Lena Nottaway            | Rapid Lake          | Québec                  | Membre    | 1995  |            |
| Cornelius Nutarak              | Pond Inlet          | Nunavut                 | Membre    |       |            |
| Harold Lee Nutter              | Douglas             | Nouveau-Brunswick       | Membre    | 1997  |            |